# Abraham Wald

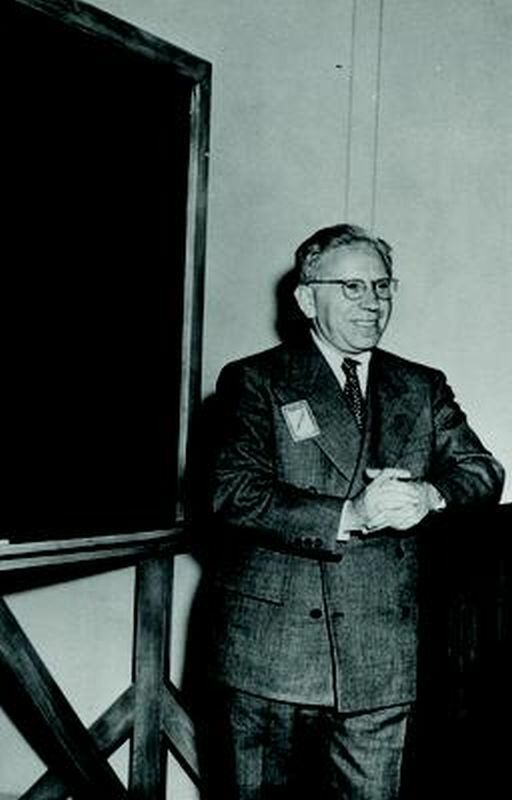
Abraham Wald

Abraham Wald (Cluj, 31 oktober 1902 - Travancore, India, 13 december 1950) was een Oostenrijk-Hongaars-Amerikaanse wiskundige, statisticus en econoom, die bijdragen heeft geleverd aan de besliskunde, de meetkunde en de econometrie. Hij heeft de grondslag voor het onderzoeksgebied van de statistische sequentiële analyse gelegd. Hij bracht zijn onderzoekjaren door aan Columbia University. Een van zijn bekende statistische werken werd geschreven tijdens de Tweede Wereldoorlog over het minimaliseren van de schade aan bommenwerpers en hield rekening met de overlevingsbias in zijn berekeningen.

## Leven en carrière
Wald werd op 31 oktober 1902 geboren in Kolozsvár, Transsylvanië, in het Koninkrijk Hongarije. Als religieuze Jood ging hij niet naar school op zaterdag, zoals toen verplicht was in het Hongaarse schoolsysteem, en dus kreeg hij thuisonderwijs van zijn ouders tot aan de universiteit. Zijn ouders waren zeer deskundig en bekwaam als leraren.
In 1928 studeerde hij af in wiskunde aan de Koning Ferdinand I Universiteit. In 1927 ging hij studeren aan de Universiteit van Wenen, waar hij in 1931 promoveerde in de wiskunde. Zijn adviseur daar was Karl Menger.
Ondanks Wald's briljantheid kon hij geen positie aan de universiteit krijgen vanwege de Oostenrijkse discriminatie tegen Joden. Oskar Morgenstern creëerde echter een positie voor Wald in de economie. Toen Nazi-Duitsland Oostenrijk in 1938 annexeerde, werd de discriminatie van Joden intensiever. Vooral Wald en zijn familie werden als Joden vervolgd. Wald emigreerde naar de Verenigde Staten op uitnodiging van de Cowles Commission for Research in Economics, om te werken aan econometrisch onderzoek.

De beschadigde delen van terugkerende vliegtuigen tonen locaties waar ze schade kunnen oplopen en toch naar huis kunnen terugkeren; degenen die op andere plaatsen geraakt zijn, overleven het vermoedelijk niet. (Afbeelding toont hypothetische gegevens)

Tijdens de Tweede Wereldoorlog was Wald lid van de Statistical Research Group (SRG) aan de Columbia University, waar hij zijn statistische vaardigheden toepaste op verschillende problemen in oorlogstijd. Hieronder vielen methoden voor sequentiële analyse en steekproefsgewijze inspectie. Een van de problemen waar de SRG aan werkte was het onderzoeken van de verdeling van schade aan vliegtuigen die terugkeerden na vliegende missies om advies te geven over hoe bommenwerperverliezen door vijandelijk vuur geminimaliseerd konden worden. Wald leidde uit de gegevens over de schadeverdeling van alle vliegtuigen die terugkwamen een bruikbare manier af om de schadeverdeling te schatten voor alle vliegtuigen die vlogen. Zijn werk wordt beschouwd als baanbrekend in de discipline van operationeel onderzoek, die toen nog in de kinderschoenen stond.
Wald en zijn vrouw kwamen om het leven in 1950 toen het vliegtuig van Air India (VT-CFK, een DC-3 vliegtuig) waarmee ze reisden neerstortte bij de Rangaswamy Pillar in het noordelijke deel van het Nilgiri gebergte, in het zuiden van India, tijdens een uitgebreide tournee van lezingen op uitnodiging van de Indiase regering. Hij had het Indiase Instituut voor Statistiek in Calcutta bezocht en zou in januari het Indian Science Congress in Bangalore bijwonen. Hun twee kinderen waren thuis in de Verenigde Staten.
Na zijn dood werd Wald bekritiseerd door Sir Ronald A. Fisher. Fisher viel Wald aan omdat hij een wiskundige zonder wetenschappelijke ervaring was die een onbekwaam boek over statistiek had geschreven. Fisher bekritiseerde in het bijzonder Wald's werk over het ontwerp van experimenten en vermeende onwetendheid van de basisideeën van het onderwerp, zoals uiteengezet door Fisher en Frank Yates. Wald's werk werd verdedigd door Jerzy Neyman het volgende jaar. Neyman legde Wald's werk uit, in het bijzonder met betrekking tot het ontwerp van experimenten. Lucien Le Cam noemt hem in zijn eigen boek 'Asymptotic Methods in Statistical Decision Theory: "De gebruikte ideeën en technieken weerspiegelen in de eerste plaats de invloed van de geschriften van Abraham Wald."
Hij was de vader van de bekende Amerikaanse natuurkundige Robert Wald.